# 2582 Харімая-Басі
2582 Харімая-Басі (2582 Harimaya-Bashi) — астероїд головного поясу, відкритий 26 вересня 1981 року.
Тіссеранів параметр щодо Юпітера — 3,114.